# HMS Falkland (1696)
Pour les autres navires du même nom, voir HMS Falkland.
Le  HMS Falkland est un vaisseau de ligne  de quatrième rang de 50 canons construit par les chantiers de New Castle dans le New Hampshire (États-Unis) et acheté par la Royal Navy en 1696. Il répond à une commande de l’amirauté britannique passée en 1690 et est livré le 2 mars 1696.

## Histoire
Au début de sa carrière, le Falkland escorte des convois vers l’Amérique du Nord. 
Il est reconstruit une première fois en 1702 par les chantiers navals Chatham suivant les normes caractérisant un quatrième rang.
En 1704, il engage le combat avec le navire français de 36 canons La Seine au large des Açores. Avec l’aide du HMS Dreadnought (en), il parvient à capturer sa proie, qui est par la suite rebaptisée HMS Falkland Prize.
Le Falkland est à nouveau modifié en 1720, à Deptford selon les normes navales britanniques de 1719 (en) et relancé le 28 août 1720.
Le 8 décembre 1742, il est à nouveau démonté et reconstruit, cette fois-ci dans les chantiers de Bursledon, près de Southampton, selon les modifications des normes proposées en 1741 par l’architecte naval Philemon Ewer (en) ; il est remis à l’eau le 17 mars 1744.
Cette même année, il fait partie des navires affectés à la recherche du HMS Victory.
Le Falkland prend part, sous les ordres de Francis Samuel Drake, à la bataille des Cardinaux, le 20 novembre 1759.
Il est transféré au service du ravitaillement le 10 août 1768.